# Pulchranthus
Pulchranthus es un género de plantas fanerógamas perteneciente a la familia Acanthaceae. El género tiene cuatro especies de hierbas.

## Taxonomía
El género fue descrito por  V.M.Baum, Reveal & Nowicke y publicado en Systematic Botany 8(2): 212. 1983. La especie tipo es: Pulchranthus surinamensis

## Especies
| - Pulchranthus adenostachyus - Pulchranthus congestus - Pulchranthus surinamensis - Pulchranthus variegatus |